# Margrethia valentinae
Margrethia valentinae is een straalvinnige vissensoort uit de familie van de borstelmondvissen (Gonostomatidae). De wetenschappelijke naam van de soort is voor het eerst geldig gepubliceerd in 1982 door Parin.